# Aldekampshof

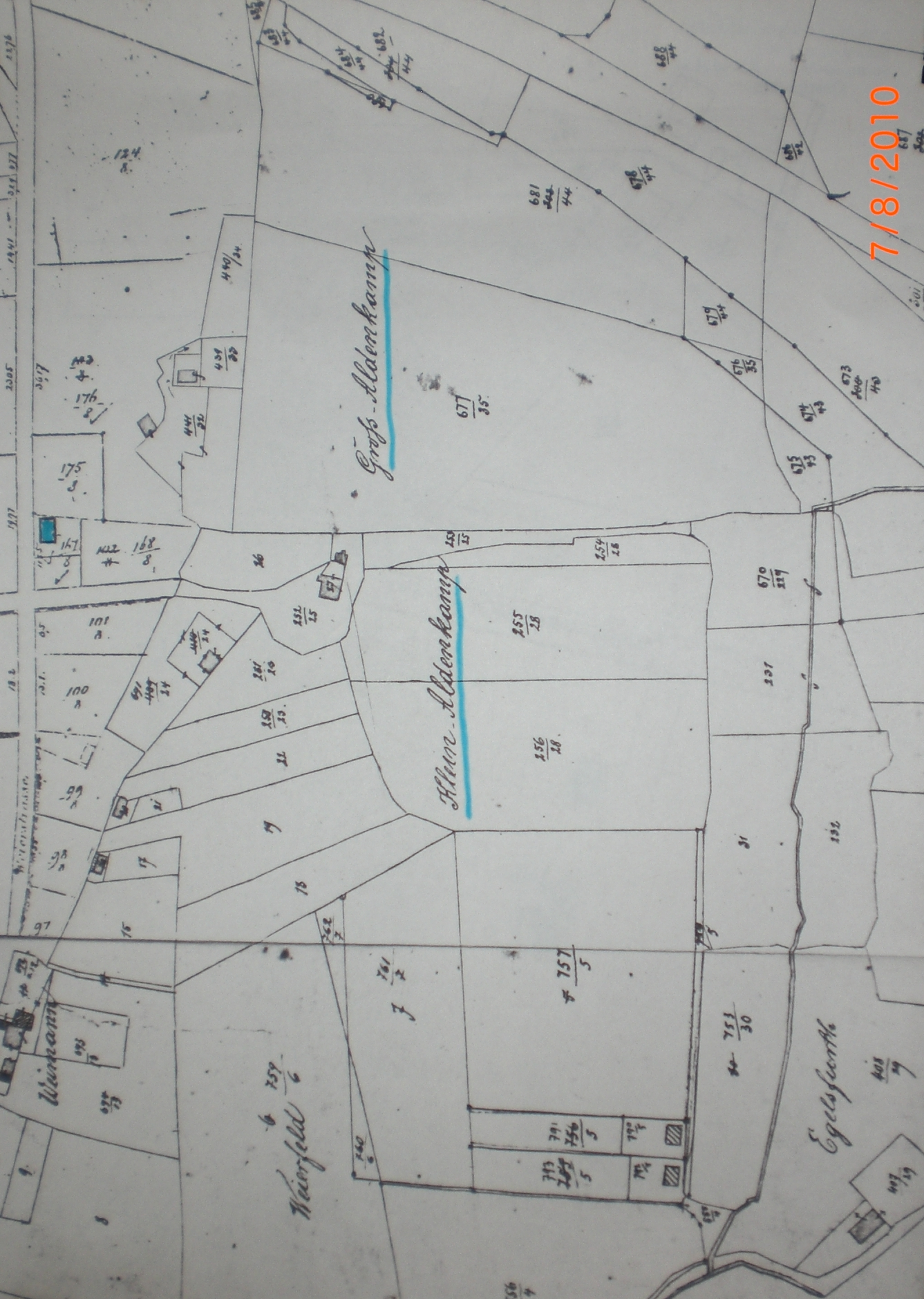
Höfe Groß Aldekamp und Klein Aldekamp

Der Aldekampshof lag im heutigen Oberhausen-Sterkrade im Bereich zwischen der heutigen Von-Trotha-Straße und der Weierstraße. Neben dem Schulte-Westhoffs-Hof auf der nördlichen Seite der heutigen Bahnstrecke Oberhausen–Arnheim am Volkspark Sterkrade war er wohl einer der ältesten Höfe der Siedlung am Alsbach, die auf die fränkische Zeit des 7./8. Jahrhunderts zurückgeht. Der Hof war benannt nach dem „alten Kamp“, dem Feld (lat. „Campus“ = „Feld“), das in frühester Zeit in dieser Gegend kultiviert worden war.
Der Name erscheint erstmals um 1350. In einer Aufstellung klevischer Vogtleute der Abtei Hamborn wird der klevische Ministeriale Borchardt ten Aldenkamp erwähnt – dem Vornamen nach ein Verwandter des Holtener Burgmannen-Geschlechts der Stecke. Eine Urkunde des Gerichts Sterkrade vom 25. Mai 1493 weist Herrmann ten Aldenkamp als Schöffe aus.
In einer Urkunde des Klosters Sterkrade vom 4. März 1512 erscheint nochmals Herrmann ten Aldenkamp mit einer Stiftung von 5 Gulden und 24 Rader-Albus.
Das Register der Markgenossen vom Jahre 1616 enthält Gerhard then Aldenamp als Erbberechtigten. Im Sterkrader Verzeichnis, das der Große Kurfürst von Preußen am 17. September 1660 erstellen ließ, sind Rutger und Johann Aldenkamp aufgeführt.
Nach der Teilung des Hofes bewohnte Johann als Aufsitzer den südlich gelegenen kleinen Aldekampshof (Klein Aldenkamp, später Kleinaltenkamp), aber nur mit dem Recht eines halben Hausmanns in der Mark. Er besaß lediglich ein Sechstel der Besitzerrechte seines Hofes. Die anderen Teile gehörten den Pastoren von Holten und Sterkrade sowie dem Kloster Sterkrade. Es war ein Leibgewinngut.
Rutger bewirtschaftete den nördlich gelegenen großen Aldekampshof (Groß Aldenkamp), der dem Kurfürsten von Preußen gehörte und somit ein Staatsgut war, mit der Markenberechtigung eines ganzen Hausmanns. Ein Jahrhundert später bewirtschaftete Schulte-Westhoff den Hof als Domänenerbpächter, und ein weiteres Jahrhundert später verkauften seine Nachkommen den Hof an die Gutehoffnungshütte, die dort um die Jahrhundertwende die Zeche Sterkrade errichtete.

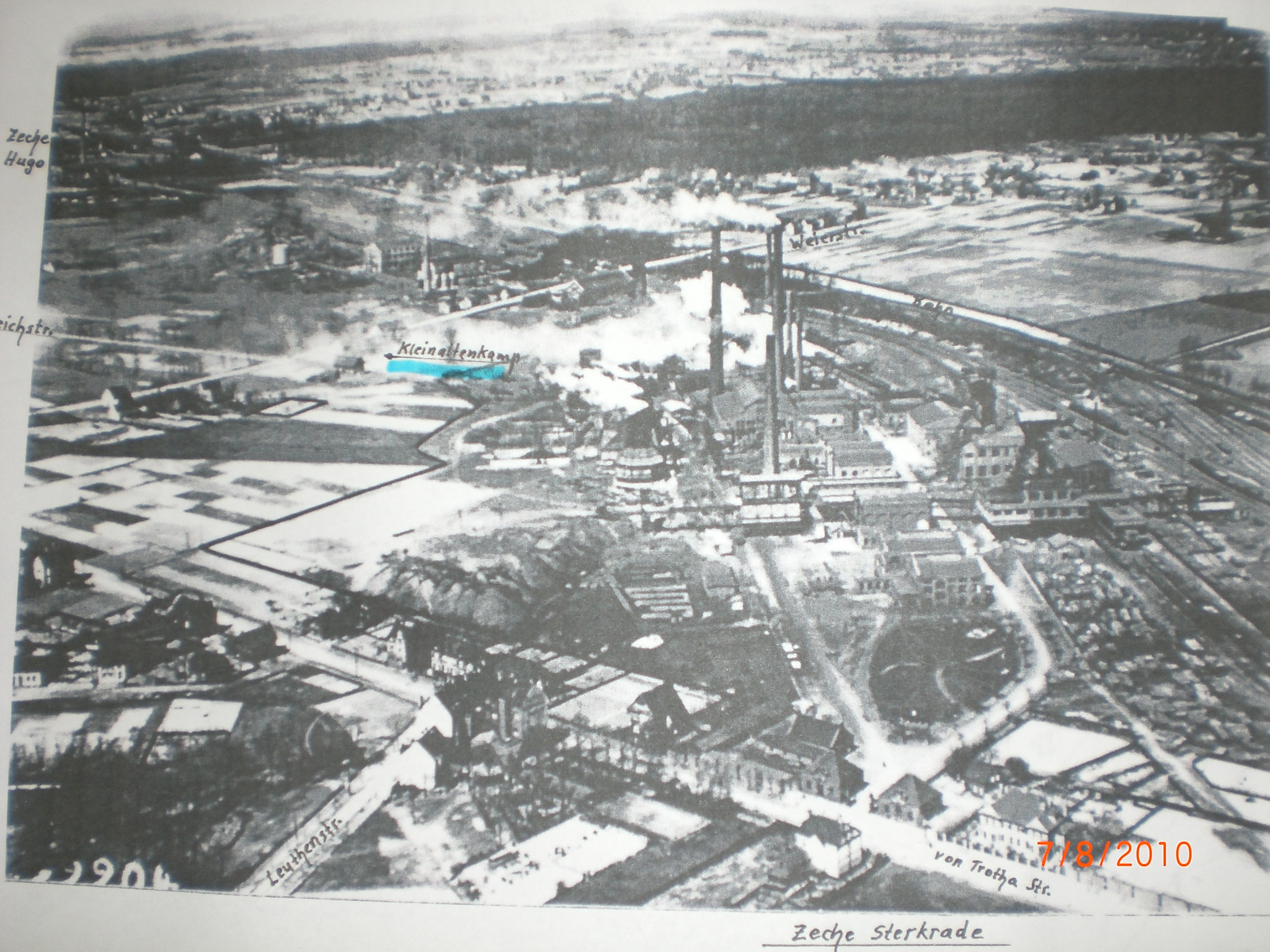
Zeche Sterkrade mit Hof Kleinaltenkamp

Heute erinnern die Straßen „Aldekamp“ nördlich der Bahnstrecke und „Am Aldekampshof“ südlich der Von-Trotha-Straße an den früheren Bauernhof.